# Grande Maison Ikeshita The Tower
La Grande Maison Ikeshita The Tower (グランドメゾン池下ザ・タワー) est un gratte-ciel résidentiel de 153 mètres de hauteur sur 42 étages, construit à Nagoya de 2011 à 2013. Les architectes sont les sociétés Haseko Corporation et IAO Takeda.